# Tacheng
| Basisdaten        | Basisdaten       |
| ----------------- | ---------------- |
| Großregion:       | Nordwestchina    |
| Autonomes Gebiet: | Xinjiang         |
| Status:           | Regierungsbezirk |
| Einwohner:        | 1.138.638 (2020) |
| Fläche:           | 94.891 km²       |
|                   |                  |

| Uigurische Bezeichnung          | Uigurische Bezeichnung |
| ------------------------------- | ---------------------- |
| Arabisch-Persisch (Kona Yeziⱪ): | تارباغاتاي ۋىلايىتى    |
| Lateinisch (Yengi Yeziⱪ):       | Tarbaƣatay Vilayiti    |
| Kyrillisch (Sowjetunion):       | Тарбагатай             |
| Aussprache in IPA:              | [tarbaʁataj]           |
| andere Schreibweisen:           | Tarbaghatai            |
| Chinesische Bezeichnung         |                        |
| Kurzzeichen:                    | 塔城地区               |
| Langzeichen:                    | 塔城地區               |
| Umschrift in Pinyin:            | Tǎchéng Dìqū           |
| Umschrift nach Wade-Giles:      | T’a-ch’êng Ti-Ch’ü     |

Tacheng ist ein Regierungsbezirk, der zum Kasachischen Autonomen Bezirk Ili im Uigurischen Autonomen Gebiet Xinjiang der Volksrepublik China gehört. Die Einwohnerzahl beträgt 1.138.638 (Stand: Zensus 2020).

## Namen
Auf Chinesisch heißt sowohl der Regierungsbezirk als auch seine Hauptstadt Tacheng. Auf Kasachisch heißt der Regierungsbezirk Tarbağatay (تارباعاتاي ايماعى / Тарбағатай аймағы), so wie der angrenzende Kreis im Gebiet Ostkasachstan in Kasachstan, und die Hauptstadt trägt den Namen Şәweşek (شاۋەشەك / Шәуешек). Auf Uigurisch heißt der Regierungsbezirk ebenfalls Tarbağatay, die Hauptstadt Qɵqək. In älterer Literatur finden sich auch umschriftliche Ortsbezeichnungen wie Tchukuchak oder Tschugutschak.

## Geographie
Tacheng hat eine Fläche von 94.891 km². Es liegt im dsungarischen Becken im Norden Ilis. Im Nordwesten grenzt es an Kasachstan.

## Verwaltungsgliederung
Auf Kreisebene unterstehen dem Regierungsbezirk zwei Städte, vier Kreise und ein Autonomer Kreis (Stand: Zensus 2010):
- die Stadt Tacheng (塔城市 Tǎchéng Shì), 4.007 km², 161.037 Einwohner;
- die Stadt Usu (乌苏市 Wūsū Shì), 14.394 km², 298.907 Einwohner;
- der Kreis Dorbiljin (额敏县 Émǐn Xiàn), Hauptort: Großgemeinde Emin (额敏镇), 9.147 km², 187.112 Einwohner;
- der Kreis Qagantokay (裕民县 Yùmín Xiàn), Hauptort: Großgemeinde Karabura (哈拉布拉镇), 6.107 km², 51.919 Einwohner;
- der Kreis Shawan (沙湾县 Shāwān Xiàn), Hauptort: Großgemeinde Sandaohezi (三道河子镇), 12.460 km², 365.196 Einwohner;
- der Kreis Toli (托里县 Tuōlǐ Xiàn), Hauptort: Großgemeinde Toli (托里镇), 19.992 km², 93.098 Einwohner;
- der Mongolische Autonome Kreis Hoboksar (和布克赛尔蒙古自治县 Hébùkèsài'ěr Měnggǔ Zìzhìxiàn), Hauptort: Großgemeinde Hoboksar (和布克赛尔镇), 28.784 km², 62.100 Einwohner.

### Bevölkerung
Beim Zensus im Jahr 2000 hatte Tacheng 892.397 Einwohner (Bevölkerungsdichte: 9,03 Einw./km²).
Ethnische Gliederung der Bevölkerung des Regierungsbezirks Tacheng (2000)
| Name des Volkes | Einwohner | Anteil  |
| --------------- | --------- | ------- |
| Han             | 522.829   | 58,59 % |
| Kasachen        | 216.020   | 24,21 % |
| Hui             | 66.458    | 7,45 %  |
| Uiguren         | 36.804    | 4,12 %  |
| Mongolen        | 29.759    | 3,33 %  |
| Dongxiang       | 5.500     | 0,62 %  |
| Daur            | 4.533     | 0,51 %  |
| Russen          | 2.948     | 0,33 %  |
| Kirgisen        | 1.870     | 0,21 %  |
| Xibe            | 1.536     | 0,17 %  |
| Sonstige        | 4.140     | 0,46 %  |

### Wirtschaft
Tacheng war früher für den Handel mit Zentralasien wichtig.
Inzwischen ist es ein Zentrum der Landwirtschaft, die sich auf Getreide- und Baumwollanpflanzung konzentriert. Daneben gibt es Lebensmittelverarbeitungs- und Textilindustrie.